# ポーンプン・グーパート
ポーンプン・グーパート（タイ語: พรพรรณ เกิดปราชญ์、RTGS: Phonphan Koetprat、ラテン翻記: Pornpun Guedpard、1993年5月5日 - ）は、タイ王国の女子バレーボール選手。タイ代表。

## 来歴
2020-21シーズン、トヨタ車体クインシーズでプレーした。
2024-25シーズンはアメリカのプロ・バレーボール・フェデレーションのオーランド・ヴァルキリーズと契約。

## 球歴
- ユース代表
  - 2009年 - 世界ユース選手権 7位
  - 2010年 - アジアユース選手権 銅メダル
- ジュニア代表
  - 2010年 - アジアジュニア選手権 4位
- ユニバーシアード代表
  - 2013年 - ユニバーシアードバレーボール競技 銅メダル
- シニア代表
  - 2012年 - ワールドグランプリ 4位
  - 2012年 - アジアカップ選手権 金メダル
  - 2013年 - ワールドグランプリ 13位
  - 2013年 - アジア選手権 金メダル
  - 2014年 - 世界選手権

## 所属クラブ
- Chang （2011-2012年）
- Nakhonnon VC （2011-2013年）
- Sisaket VC （2013-2014年）
- Bangkok Glass（2014-2017年）
- Jakarta PGN Popsivo Polwan（2018-2019年）
- Khonkaenstar VC（2019-2020年）
- トヨタ車体クインシーズ #12（2020-2021年）
- Jakarta PGN Popsivo Polwan（2020-2021年）
- Rapid Bucuresti（2021-2022年）
- IBK企業銀行アルトス（2023-2024年）
- オーランド・ヴァルキリーズ（英語版）（2024年-）

## 受賞歴
- 2015年 - AVCアジアクラブ選手権 ベストセッター[6]
- 2022年 - AVCカップ ベストセッター